# Калтенборн
Калтенборн (њем. Kaltenborn) општина је у њемачкој савезној држави Рајна-Палатинат. Једно је од 74 општинска средишта округа Арвајлер. Према процјени из 2010. у општини је живјело 396 становника. Посједује регионалну шифру (AGS) 7131037.

## Географски и демографски подаци
Калтенборн се налази у савезној држави Рајна-Палатинат у округу Арвајлер. Општина се налази на надморској висини од 437 метара. Површина општине износи 21,8 km². У самом мјесту је, према процјени из 2010. године, живјело 396 становника. Просјечна густина становништва износи 18 становника/km².